# Faugères, Ardèche

Faugères este o comună în departamentul Ardèche din sud-estul Franței. În 1 ianuarie 2022 avea o populație de 113 de locuitori.